# Agave bracteosa
Agave bracteosa là một loài thực vật có hoa trong họ Măng tây. Loài này được S.Watson ex Engelm. mô tả khoa học đầu tiên năm 1882.

## Hình ảnh

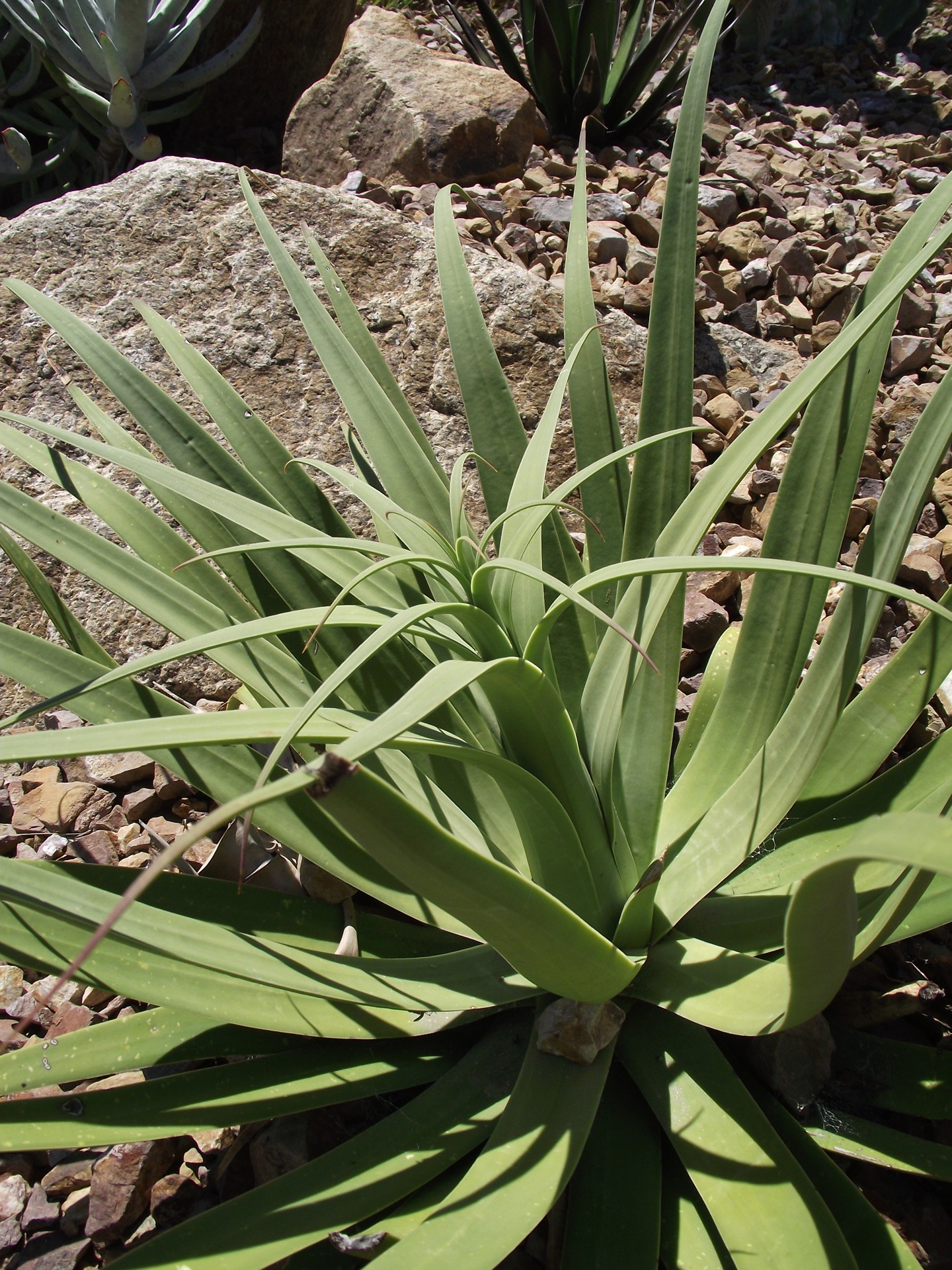
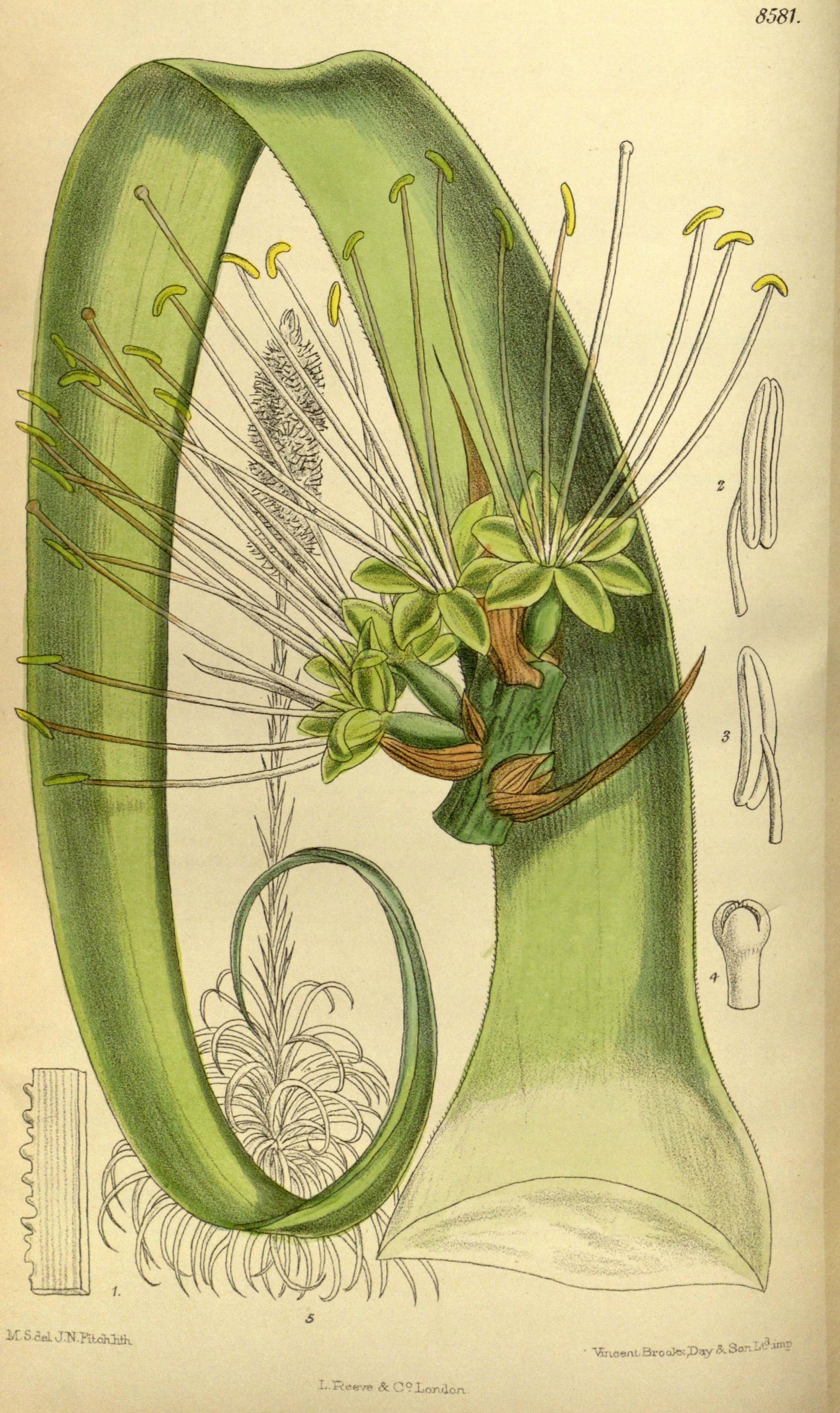
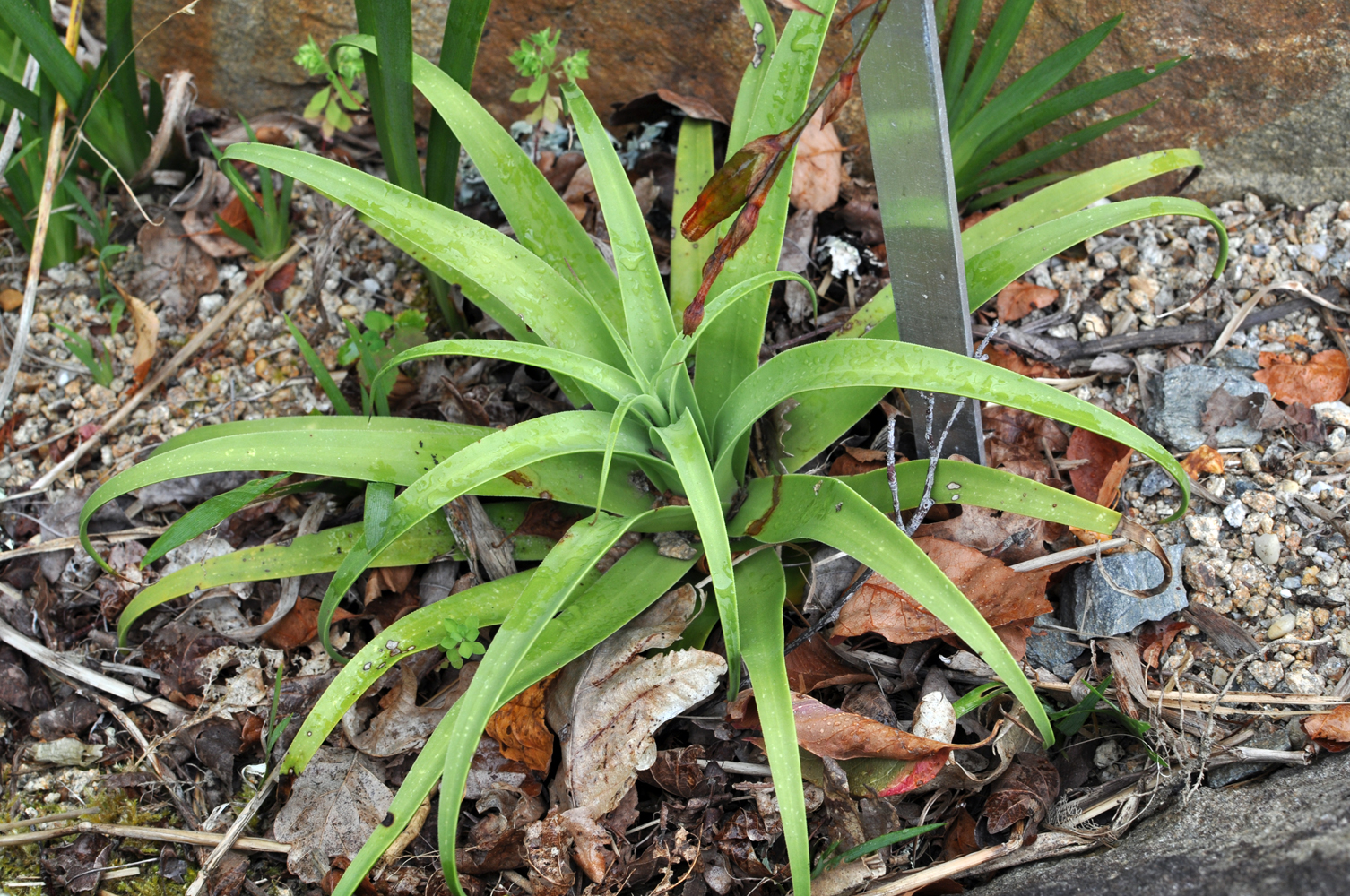